# Koeweit op de Olympische Zomerspelen 1996
Koeweit nam deel aan de Olympische Zomerspelen 1996 in Atlanta, Verenigde Staten. Er werden geen medailles gewonnen.
Bij het duiken haalde Alia Al-Hasan de 33e plaats. Verder kwam geen een sporter in de buurt van de medailleplaatsen.

## Resultaten en deelnemers per onderdeel

### Atletiek
| Olympiër          | Onderdeel | Resultaat | Prestatie              |
| ----------------- | --------- | --------- | ---------------------- |
| Hamed Habib Sadeq | 100m (m)  | 83e       | serie 12: 6de in 10,81 |

### Gewichtheffen
| Olympiër      | Discipline | Resultaat | Prestatie                                                      |
| ------------- | ---------- | --------- | -------------------------------------------------------------- |
| Redha Shaaban | -99kg (m)  | 26e       | trekken: 27ste met 115kg stoten: 26ste met 140kg totaal: 255kg |

### Handbal
| Olympiër | Discipline | Resultaat | Prestatie |
| --- | ---------- | --------- | --- |
| Ismael Shah Al-Zadah Bandar Al-Shammari Naser Al-Otaibi Khaled Al-Mulla Salem Al-Marzouq Salah Al-Marzouq Khaldoun Al-Khashti Adel Al-Kahham Abbas Al-Harbi Abdul Ridha Al-Boloushi Mishal Al-Ali Qaied Al-Adwani | mannen     | 12e       | groep A: 6de V van Rusland: 20-32 V van Kroatië: 22-31 V van Zwitserland: 16-31 V van Zweden: 18-33 V van Verenigde Staten: 24-29 |

| Groep A |                  |             |             |             |             |            |            |            |        |
| #       | Land             | Wedstrijden | Wedstrijden | Wedstrijden | Wedstrijden | Doelpunten | Doelpunten | Doelpunten | Punten |
| #       | Land             | G           | W           | G           | V           | V          | T          | Saldo      | Punten |
| 1       | Zweden           | 5           | 5           | 0           | 0           | 131        | 94         | +37        | 10     |
| 2       | Kroatië          | 5           | 4           | 0           | 1           | 132        | 122        | +10        | 8      |
| 3       | Rusland          | 5           | 3           | 0           | 2           | 137        | 106        | +31        | 6      |
| 4       | Zwitserland      | 5           | 2           | 0           | 3           | 126        | 115        | +11        | 4      |
| 3       | Verenigde Staten | 5           | 0           | 1           | 4           | 111        | 142        | -31        | 2      |
| 4       | Koeweit          | 5           | 0           | 0           | 5           | 100        | 158        | -58        | 0      |

| Ronde      | Datum   | Plaats      | Land   | Score   | Land |
| ---------- | ------- | ----------- | ------ | ------- | ---- |
| Groepsfase |         |             |        |         |      |
| 24 juli    | Atlanta | Rusland     | 32-20. | Koeweit |      |
| 25 juli    | Atlanta | Koeweit     | 22-31  | Kroatië |      |
| 27 juli    | Atlanta | Zwitserland | 33-16  | Koeweit |      |
| 29 juli    | Atlanta | Zweden      | 33-18  | Koeweit |      |
| 31 juli    | Atlanta | Koeweit     | 24-29  | Zweden  |      |

### Judo
| Olympiër          | Discipline | Resultaat | Prestatie                                                                    |
| ----------------- | ---------- | --------- | ---------------------------------------------------------------------------- |
| Saleh Al-Sharrah  | -71kg (m)  | 17e       | 1ste ronde: vrij 2de ronde: W van ESA Vergas 3de ronde: V van UZB Shturbabin |
| Mohamed Bu Sakher | -71kg (m)  | 31e       | 1ste ronde: V van SVK Pepic                                                  |

### Schermen
| Olympiër         | Discipline | Resultaat | Prestatie                           |
| ---------------- | ---------- | --------- | ----------------------------------- |
| Abdul Muhsen Ali | floret (m) | 42e       | 1ste ronde: V van POL Sobczak: 7-15 |

### Schietsport
| Olympiër            | Discipline     | Resultaat | Prestatie                                    |
| ------------------- | -------------- | --------- | -------------------------------------------- |
| Abdullah Al-Rashidi | skeet (m)      | 42e       | kwalificatie: 42ste met 115 punten (68-47)   |
| Fehaid Al-Deehani   | trap (m)       | 20e       | kwalificatie: 20ste met 119 punten (71-48)   |
| Fehaid Al-Deehani   | dubbeltrap (m) | 42e       | kwalificatie: 10de met 136 punten (48-47-41) |

### Schoonspringen
| Olympiër         | Discipline    | Resultaat | Prestatie                          |
| ---------------- | ------------- | --------- | ---------------------------------- |
| Ali Al-Hasan     | 3m plank (m)  | 33e       | voorronde: 33ste met 272,40 punten |
| Abdul al-Matrouk | 10m toren (m) | 35e       | voorronde: 35ste met 239,79 punten |

### Tafeltennis
| Olympiër           | Discipline    | Resultaat | Prestatie                                                                    |
| ------------------ | ------------- | --------- | ---------------------------------------------------------------------------- |
| Dukhail Al-Habashi | enkelspel (m) | 49e       | groep C: 4de V van BEL Saive: 0-2 V van ROU Florea: 0-2 V van GER Franz: 0-2 |

### Zwemmen
| Olympiër            | Discipline          | Resultaat | Prestatie                 |
| ------------------- | ------------------- | --------- | ------------------------- |
| Thamer Al-Shamroukh | 200m vrije slag (m) | 43e       | serie 1: 3de in 2.13,75   |
| Fahad Al-Otaibi     | 100m rugslag (m)    | 49e       | serie 2: 8ste in 1.04,27. |
| Sultan Al-Otaibi    | 100m schoolslag (m) | 45e       | serie 1: 5de in 1.12,65   |
| Sultan Al-Otaibi    | 200m wisselslag (m) | 37e       | serie 1: 6de in 2.19,77   |

Afghanistan · Albanië · Algerije · Amerikaanse Maagdeneilanden · Amerikaans-Samoa · Andorra · Angola · Antigua‑Barbuda · Argentinië · Armenië · Aruba · Australië · Azerbeidzjan · Bahama's · Bahrein · Bangladesh · Barbados · België · Belize · Benin · Bermuda · Bhutan · Bolivia · Bosnië en Herzegovina · Botswana · Brazilië · Britse Maagdeneilanden · Brunei · Bulgarije · Burkina Faso · Burundi · Cambodja · Canada · Centraal-Afrikaanse Republiek · Chili · China · Chinees Taipei · Colombia · Comoren · Congo-Brazzaville · Cookeilanden · Costa Rica · Cuba · Cyprus · Denemarken · Djibouti · Dominica · Dominicaanse Republiek · Duitsland · Ecuador · Egypte · El Salvador · Equatoriaal-Guinea · Estland · Ethiopië · Fiji · Filipijnen · Finland · Frankrijk · Gabon · Gambia · Georgië · Ghana · Grenada · Griekenland · Groot-Brittannië · Guam · Guatemala · Guinee · Guinee-Bissau · Guyana · Haïti · Honduras · Hongarije · Hongkong · Ierland · IJsland · India · Indonesië · Irak · Iran · Israël · Italië · Ivoorkust · Jamaica · Japan · Jemen · Joegoslavië · Jordanië · Kaaimaneilanden · Kaapverdië · Kameroen · Kazachstan · Kenia · Kirgizië · Koeweit · Kroatië · Laos · Lesotho · Letland · Libanon · Liberia · Libië · Liechtenstein · Litouwen · Luxemburg ·  Macedonië · Madagaskar · Malawi · Malediven · Maleisië · Mali · Malta · Marokko · Mauritanië · Mauritius · Mexico · Moldavië · Monaco · Mongolië · Mozambique · Myanmar · Namibië · Nauru · Nederland · Nederlandse Antillen · Nepal · Nicaragua · Nieuw-Zeeland · Niger · Nigeria · Noord-Korea · Noorwegen · Oeganda · Oekraïne · Oezbekistan · Oman · Oostenrijk · Pakistan · Palestina · Panama · Papoea-Nieuw-Guinea · Paraguay · Peru · Polen · Portugal · Puerto Rico · Qatar · Roemenië · Rusland · Rwanda · Saint Kitts en Nevis · Saint Lucia · Saint Vincent en Grenadines · Salomonseilanden · Samoa · San Marino · Sao Tomé en Principe · Saoedi-Arabië · Senegal · Seychellen · Sierra Leone · Singapore · Slovenië · Slowakije · Soedan · Somalië · Spanje · Sri Lanka · Suriname · Swaziland · Syrië · Tadzjikistan · Tanzania · Thailand · Togo · Tonga · Trinidad en Tobago · Tsjaad · Tsjechië · Tunesië · Turkije · Turkmenistan · Uruguay · Vanuatu · Venezuela · Verenigde Arabische Emiraten · Verenigde Staten · Vietnam · Wit-Rusland · Zaïre · Zambia · Zimbabwe · Zuid-Afrika · Zuid-Korea · Zweden · Zwitserland